# فاندا ثنائية اللون
فاندا ثنائية اللون (الاسم العلمي:Vanda bicolor) هي نوع من النباتات تتبع جنس الفاندا من الفصيلة السحلبية.